# Pierre Boulez
Pierre Boulez (Montbrison, 26 de marzo de 1925-Baden-Baden, 5 de enero de 2016) fue un compositor, pedagogo y director de orquesta francés cuya influencia en el terreno musical e intelectual contemporáneo ha sido notable.

## Biografía
Pierre Boulez nació el 26 de marzo de 1925 en Montbrison, una pequeña ciudad de Loira, en el centro-este de Francia, hijo de Léon y Marcelle (de soltera Calabre) Boulez.  Fue el tercero de cuatro hijos: una hermana mayor, Jeanne (1922–2018)  y un hermano menor, Roger (nacido en 1936) fueron precedidos por otro niño llamado Pierre (nacido en 1920), que murió en la infancia.
Desde los siete años, Boulez asistió al Instituto Víctor de Laprade, un seminario católico donde la jornada escolar de trece horas se dedicaba al estudio y la oración. A los dieciocho años ya había repudiado el catolicismo; más adelante se describió como agnóstico.
De niño, Boulez tomó clases de piano, tocó música de cámara con aficionados locales y cantó en el coro de la escuela.  Tras completar la primera parte de su bachillerato un año antes, cursó el año académico 1940-1941 en el Pensionnat St. Louis, un internado en la cercana Saint-Étienne. Inició sus estudios de matemáticas en el Instituto Politécnico de Lyon, antes de ingresar en 1944 en las clases de armonía de Olivier Messiaen en el Conservatorio de París. También estudió contrapunto con André Vaurabourg, esposa del compositor suizo Arthur Honegger, y la técnica dodecafónica con René Leibowitz. Comenzó cultivando una música atonal dentro de un estilo serial post-weberniano influido por Olivier Messiaen. Este serialismo, a diferencia del dodecafonismo, no solo aplicaba el concepto de serie a la altura de las notas, sino también a otras variables del sonido: ritmos, dinámicas, ataques, etc. Esto daría lugar al llamado serialismo integral, corriente estética de la que fue uno de los principales representantes. Junto a compositores como Karlheinz Stockhausen, Luigi Nono, Ernst Krenek, Milton Babbitt o el propio Messiaen, aunque este último nunca se adscribió a ella.
Impartió clases en los cursos de verano de Darmstadt, con los que influyó de forma marcada en la vanguardia musical que surgió después de la II Guerra Mundial.
Se hizo director y compositor en el famoso teatro de Jean-Louis Barrault. Continuando la labor de figuras como Pierre Schaeffer y Edgar Varèse, fue un precursor de la música culta electrónica y la música por computadora. Uno de sus trabajos más relevantes en este campo era Répons, para seis solistas, orquesta y electrónica.
En 1945 se graduó  en el conservatorio de París, donde conoció al compositor Oliver Messiaen, quien se convertiría en su principal maestro.
En 1948 comenzó a ejercer como director musical de la compañía Renaud-Barrault en el teatro Marigny. Los conciertos se centraron inicialmente en tres áreas: clásicos de preguerra aún desconocidos en París (como Bartók y Webern), obras de la nueva generación (Stockhausen, Nono) y maestros olvidados del pasado (Machaut, Gesualdo), aunque esta última categoría decayó en temporadas posteriores, en parte debido a la dificultad de encontrar músicos con experiencia en la interpretación de música antigua.
Desde 1950 experimentó con la música aleatoria y mantuvo una notable correspondencia con John Cage.
Boulez a menudo retoma obras de su repertorio para su revisión: la última de sus tres sonatas para piano, por ejemplo, es una obra «abierta» que ha estado en continua revisión desde su estreno en 1957 —sólo se han publicado dos de sus cinco movimientos—, y "explosante-fixe", un concierto para flauta y electrónica, fue primeramente escrito en los setenta y completamente revisado en los noventa.
La madurez del compositor ha sustituido la feroz concentración del Boulez temprano por una música serena, más expansiva y accesible. Obras tardías como sur Incises o Dérive 2 presentan una música elegante y refinada, revestida de las más exquisitas sonoridades, y dotada de una imaginación contrapuntística y un sentido de la fantasía extraordinarios. Su obra, construida con sonoridades densas y líneas melódicas que revolotean entre cambios inesperados de rumbo, es compleja e intrincada, pero evita la retórica grandilocuente.

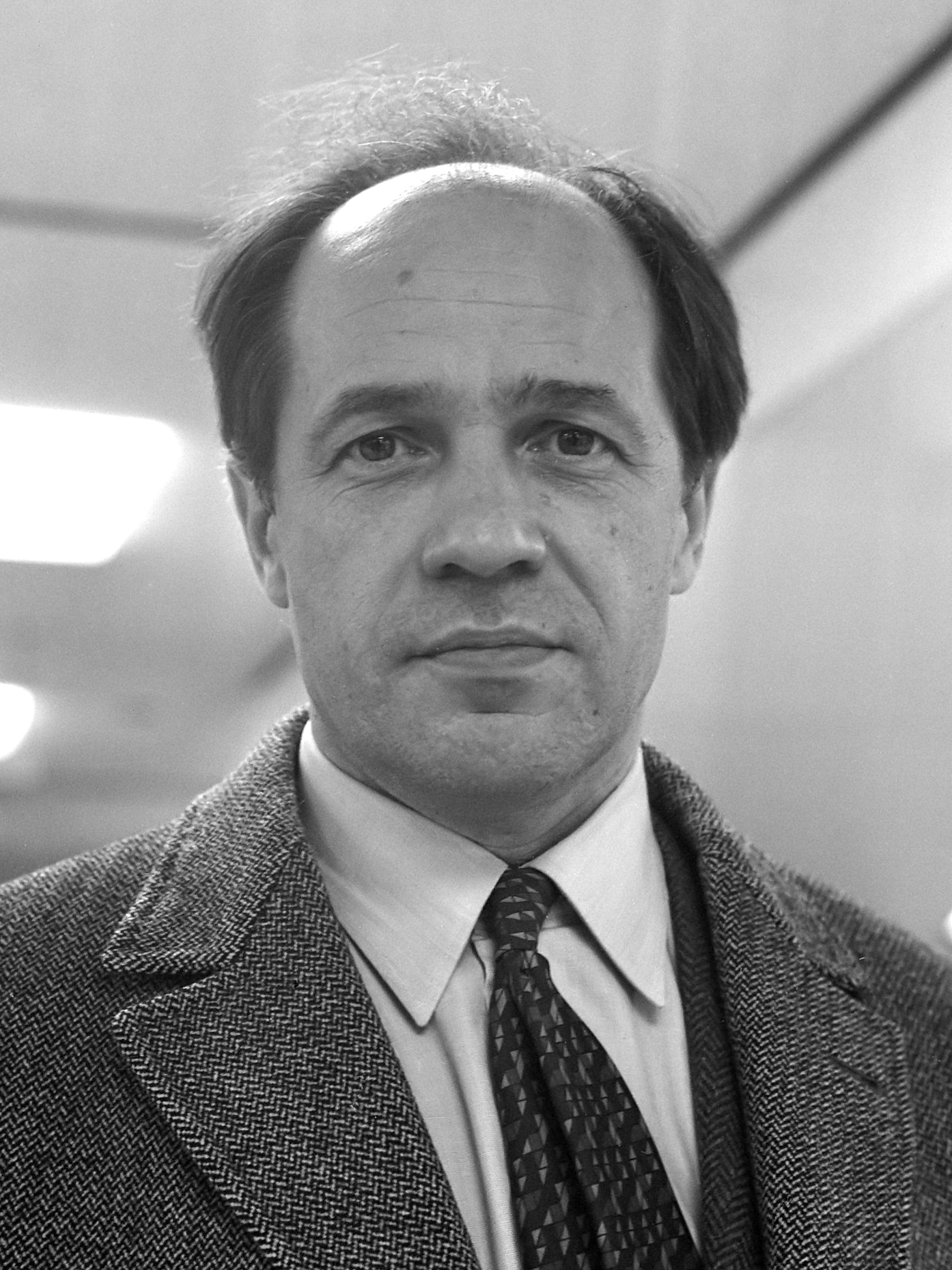
Pierre Boulez en 1968.

En 1970, el presidente francés Georges Pompidou invitó a Boulez a crear y dirigir una institución para la exploración y desarrollo de la música moderna, dando lugar al Instituto de Investigación y Coordinación Acústica/Música IRCAM (Institut de Recherche et Coordination Acoustique/Musique), del que Boulez fue director hasta 1992. En 2010 todavía tenía una oficina en el IRCAM.
Continuó dirigiendo y componiendo hasta su muerte el 5 de enero de 2016.

## Director de orquesta
Aparte de su labor como compositor, Boulez fue un reconocido director de orquesta, especializado en obras de autores de la primera mitad del siglo XX como Maurice Ravel, Claude Debussy, Arnold Schoenberg, Ígor Stravinski, Béla Bartók, Anton Webern y Edgar Varèse.
Ha dirigido óperas, como la primera representación completa de Lulu de Alban Berg en París. En 1966 fue invitado por Wolfgang Wagner al Festival de Bayreuth a dirigir Parsifal. Su lectura, ligera y liviana, supuso un fuerte contraste con la tradición. Dirigió la obra los dos años siguientes y en 1970 . También en 1966 dirigió Tristán e Isolda en la gira que los cuerpos del Festival realizaron por Japón. En 1976 fue elegido director de la producción del centenario de El anillo del nibelungo. Su lectura fue objeto de controversia, como también lo fue el montaje debido a Patrice Chéreau, si bien permaneció a su frente en las cuatro reposiciones siguientes y hoy es considerada un clásico. Regresó en 2004 y 2005 para dirigir de nuevo Parsifal en el controvertido y protestado montaje debido a Christoph Schlingensief.

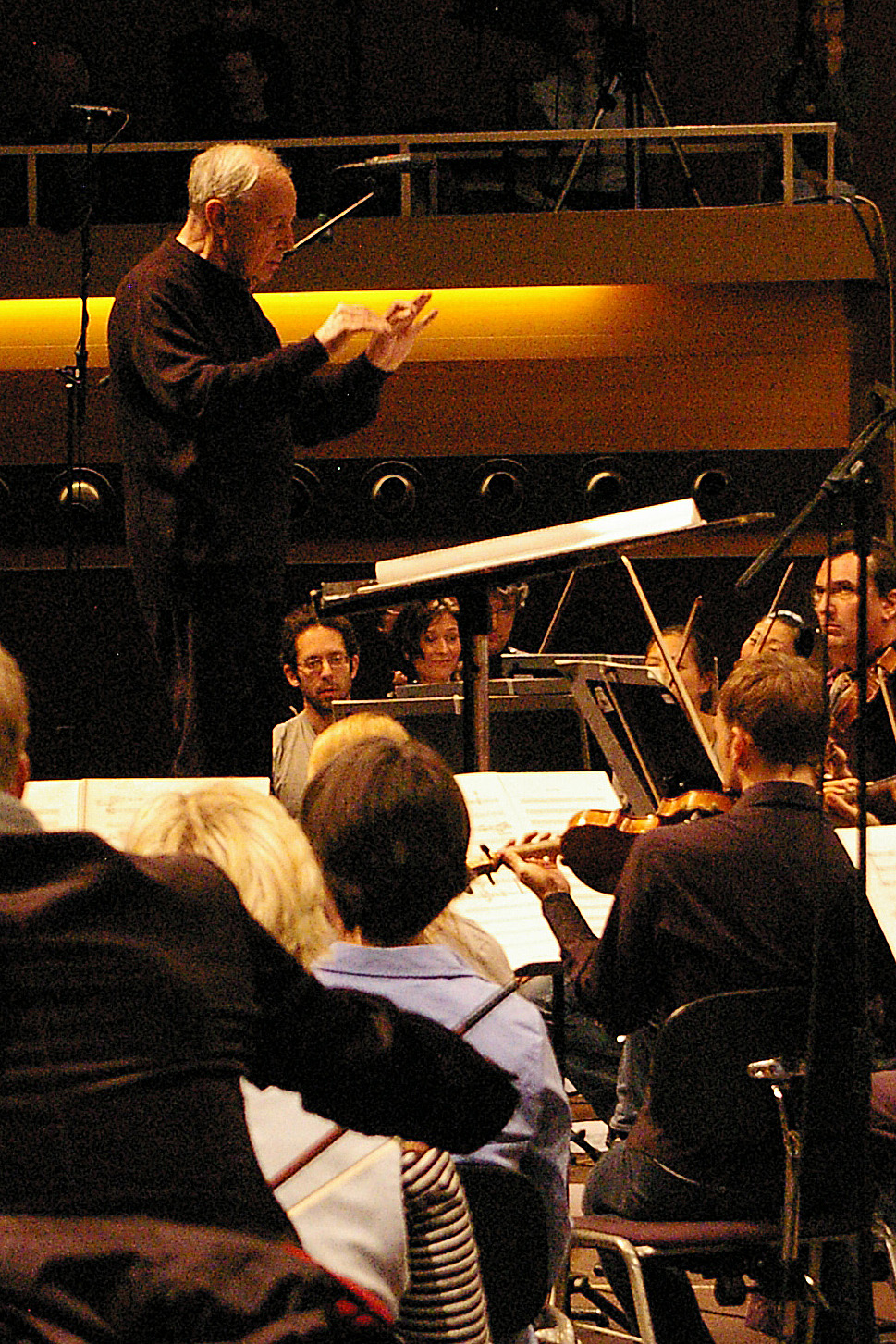
Pierre Boulez, durante la Donaueschinger Musiktage 2008 dirige la SWR Sinfonieorchester, en Baden-Baden, Friburgo.

Como director, estrenó obras de numerosos autores contemporáneos, como Luciano Berio, Karlheinz Stockhausen, David del Puerto, Elliott Carter, Olga Neuwirth, York Höller, y del compositor inclasificable Frank Zappa. Fue director de la Orquesta filarmónica de Nueva York desde 1971 hasta 1977. Entre 1976 y 1995, Boulez tuvo la cátedra de Composición, Técnica y Lenguaje Musical en el Colegio de Francia. Trabajó como director de la Orquesta Sinfónica de la BBC desde 1971 hasta 1974 y de la Filarmónica de Nueva York desde 1971 hasta 1977. Hasta el momento de su fallecimiento, fue el principal director invitado en la Orquesta Sinfónica de Chicago y dirigió regularmente la Orquesta Filarmónica de Viena, la Orquesta Filarmónica de Berlín, la Orquesta Sinfónica de Londres, la Orquesta de Cleveland y la Lucerne Festival Academy Orchestra.
Su estilo interpretativo es muy diferente del de otros directores de referencia de su generación como Claudio Abbado o Lorin Maazel. Sus interpretaciones son más analíticas y distantes, presenta toda la música con claridad, sin apasionamiento. Así facilita la comprensión por parte del oyente, que puede entender y sentir lo que el compositor quería transmitir. Sus versiones de las sinfonías de Mahler de sus últimos años van en esa dirección; interpretarlas como si se tratara de un estreno, sin ideas preconcebidas. El resultado son unas interpretaciones originales, que muestran la grandeza de las obras en su conjunto, como una construcción única, sin resaltar detalles secundarios y resultan muy reveladoras de la aproximación de Boulez a las obras de otros compositores. Decía al respecto: Mahler quiso extender los límites de la sinfonía hasta su desaparición. O contar grandes novelas, como si fueran obras de Balzac, de Joyce o de Thomas Mann. Con esa idea los arma y los destruye al tiempo.
Pierre Boulez era un director dotado de una gran capacidad técnica y de un estilo capaz de interpretar las partituras más complejas con una visión pulcra y clara. Su técnica de batuta destaca por un mecanismo de precisión que busca la exactitud y la intención realista, a veces con severidad, pese a que durante los últimos años había suavizado un poco su estilo. Capaz de dirigir con los brazos totalmente desconectados, Boulez poseía además un oído portentoso que le servía para detectar cualquier inapreciable fallo de afinación y que le otorgaba una especie de sexto sentido para clarificar los distintos planos sonoros. Su compromiso con la fidelidad a la partitura era total — en consonancia con su faceta de compositor — y fue uno de los grandes exponentes del objetivismo musical propuesto por Toscanini y seguido por Scherchen y Hans Rosbaud.

## Boulez como escritor
Su papel como escritor fue un hecho muy importante para la música del siglo XX. Se le ha definido como un elocuente, perceptivo, majestuoso y profundo escritor sobre música. En su obra encontramos auténticos tratados sobre cuestiones técnicas y estéticas de la música, a menudo abordadas de manera elíptica, y siempre con un sentido de profunda reflexión.
Los escritos de Boulez, en su gran mayoría, fueron reeditados bajo los títulos de Stocktakings from an Apprenticeship, Orientations: Collected Writings y Boulez on Music Today, así como en la revista de los compositores de Darmstadt de la época, Die Reihe.
Una tercera edición de sus textos en francés, que contenía materiales previamente no publicados, vio la luz años más tarde y fue dividida en tres libros,  que fueron titulados "Points de repère I", "Points de repère II" y "Points de repère III". También fueron publicadas dos entrevistas con el compositor en los años 2007 y 2008.

## Puestos de Director titular
| Predecesor: Colin Davis                      | Director principal, Orquesta Sinfónica de la BBC 1971-1976     | Sucesor: Rudolf Kempe     |
| Predecesor: Leonard Bernstein                | Director musical, Orquesta Filarmónica de Nueva York 1971-1978 | Sucesor: Zubin Mehta      |
| Predecesor: Ninguno (creador de la orquesta) | Director principal, Ensemble InterContemporain 1976-1978       | Sucesor: Michel Tabachnik |

## Premios
- 1992 - Premio Theodor W. Adorno (Theodor W. Adorno Preis) de la ciudad de Fráncfort del Meno (Alemania).
- 1995 - Polar Music Prize, un premio concedido por la Real Academia de Suecia de Música.
- 2000 - Premio de la Fundación Wolf de las Artes de Jerusalén.
- 2001 - Premio Grawemeyer de Composición por su obra Sur Incises. En 2002 obtuvo el prestigioso Premio Glenn Gould por el conjunto de su aportación musical.
- 2012 - Premio Fundación BBVA Fronteras del Conocimiento en la categoría de Música Contemporánea.

## Catálogo de obras
Las obras de Boulez son a veces difíciles de datar, ya que algunas de ellas han sido verdaderos paradigmas de obras en proceso de creación, con varias versiones y largos periodos de trabajo entre ellas.
| Año     | Obra | Tipo de obra                | Duración |
| ------- | --- | --------------------------- | -------- |
| 1945    | Tres Salmodias, para piano [fuera de catálogo]                                                                                         | Música solista (piano)      | -        |
| 1945    | Variations, para piano main gauche [fuera de catálogo]                                                                                 | Música solista (piano)      | -        |
| 1945-46 | Quatuor pour quatre ondes Martenot [fuera de catálogo]                                                                                 | Música solista              | -        |
| 1946    | Sonatina para flauta y piano | Música instrumental (dúo)   | -        |
| 1946    | Douze Notations para piano (hay luego también para orquesta, en 1980)                                                                  | Música solista (piano)      | -        |
| 1946    | Sonata para piano nº 1 | Música solista (piano)      | 10:15    |
| 1946-47 | Le Visage nuptial (rev. 1951-52, 1957, 1985-89), para soprano, contralto, coro de mujeres y gran orquesta.                             | Música vocal                | -        |
| 1947    | Symphonie concertante, para piano y orquesta [perdida]                                                                                 | Música orquestal            | -        |
| 1947-48 | Sonata para piano nº 2 | Música solista (piano)      | 27:00    |
| 1948    | Le Soleil des eaux, para soprano, coro mixto y orquesta, según dos poemas de René Char                                                 | Música vocal                | 10:00    |
| 1948    | Sonate pour deux pianos [revisión del «Quatuor pour quatre ondes Martenot I»; fuera de catálogo]                                       | Música solista (dos pianos) | -        |
| 1948-49 | Livre pour quatuor | Música de cámara            | -        |
| 1950-51 | Poliphonie X, para 18 instrumentos solistas [fuera de catálogo]                                                                        | Música instrumental         | -        |
| 1951    | Oubli signal lapidé, para doce voces [inédita]                                                                                         | Música vocal                | -        |
| 1951-52 | Structures pour deux pianos. Primer libro.                                                                                             | Música solista (dos pianos) | -        |
| 1952    | Estudios I y II (música concreta), para cinta magnética                                                                                | Música electrónica          | -        |
| 1953-55 | Le marteau sans maître (El martillo sin dueño), contralto, flauta en sol, alto, guitarra, vibráfono, xilorimba y percusión             | Música vocal (orquesta)     | 32:00    |
| 1955    | Música para la película La Symphonie mecanique (Jean Mitry)                                                                            | Música de película          | -        |
| 1956    | Structures pour deux pianos. Segundo libro (Structures)                                                                                | Música solista (dos pianos) | -        |
| 1956    | Música de escena para la Orestiada, en el Festival de Burdeos                                                                          | Música teatral              | -        |
| 1957    | Improvisation II sur Mallarmé, "Une dentelle s'abolit", para soprano y nueve instrumentos                                              | Música vocal                | -        |
| 1957    | Le Visage nuptial (1946, rev. 1957), soprano, contralto, coro de mujeres y orquesta                                                    | Música orquestal            | 30:00    |
| 1957    | Le Crépuscule de Yang Koué-Fei, música para la pieza radiofónica de Louise Fauré [inédit]                                              | Música radiofónica          | -        |
| 1957    | Strophes, para flauta [inédita] | Música solista (flauta)     | -        |
| 1957    | Don, para soprano y orquesta (luego incluido en «Pli selon Pli»)                                                                       | Música vocal (orquesta)     | -        |
| 1957-58 | Figures-Doubles-Prismes, para gran orquesta (rev. 1968)                                                                                | Música orquestal            | 22:00    |
| 1957-58 | Sonata para piano nº 3 (sin finalizar: sólo se han publicado dos de sus cinco movimientos)                                             | Música solista (piano)      | 26:00    |
| 1957-62 | Pli selon pli "Portrait de Mallarmé", soprano, arpa, vibráfono, celesta, piano, percusión y orquesta (rev. 1989)                       | Música orquestal            | 68:00    |
| 1958    | Poésie pour pouvoir, solista, 3 orquestas y 4 cintas magnéticas                                                                        | Música electrónica          | -        |
| 1958    | Le soleil des eaux (1948, ver. 1958), soprano, tenor, bajo, coro y orquesta                                                            | Música coral (orquesta)     | 08:00    |
| 1958    | Improvisation I sur Mallarmé, "Le vierge, le vivace et le bel aujourd'hui", para soprano y orquesta (luego incluido en Pli selon Pli)" | Música vocal (orquesta)     | -        |
| 1959    | Improvisation III sur Mallarmé, "A la nue accablante tu", para soprano y orquesta (luego incluido en Pli selon Pli)"                   | Música vocal (orquesta)     | -        |
| 1959-60 | Tombeau (incluido luego en «Pli selon pli»)                                                                                            | Música vocal (orquesta)     | -        |
| 1964    | Éclat, para quince instrumentos (9 instrumentos de teclado o percusión, 2 instrumentos de cuerda, 2 de metal y 2 de viento)            | Música instrumental         | 9:00     |
| 1965    | Le soleil des eaux (1948, ver. 1965)                                                                                                   | Música orquestal            | 10:00    |
| 1968-69 | Domaines, para clarinete solo (y para clarinete solo y seis grupos instrumentales).                                                    | Música instrumental         | 30:20    |
| 1968    | Livre pour cordes, versión para orquesta de cuerdas de las secciones Ia y Ib del «Livre pour quatuor»                                  | Música orquestal            | -        |
| 1969    | Pour le Dr. Kalmus, para ensemble | Música instrumental         | -        |
| 1967-70 | Éclat-Multiples (1964, ver. 1970), gran orquesta.                                                                                      | Música orquestal            | -        |
| 1970    | cummings ist der Dichter (rev. 1986), para coro y orquesta                                                                             | Música coral                | 12:40    |
| 1972-74 | ...explosante-fixe..., "in memoriam Stravinski", para ensemble y electrónica en directo                                                | Música electrónica          | -        |
| 1972    | Domaines encore (1968 vers. 1972) | Música instrumental         | -        |
| 1974-75 | Rituel in memoriam Maderna, para orquesta en ocho grupos                                                                               | Música orquestal            | 25:30    |
| 1976-77 | Messagesquisse, para violonchelo solista y seis violonchelos.                                                                          | Música orquestal            | 08:30    |
| 1978-80 | Notations, para orquesta (hay también para piano, de 1946)                                                                             | Música orquestal            | -        |
| 1981-84 | Répons, para dos pianos, xilófono, glockenspiel, arpa, vibráfono, sintetizador, orquesta y electrónica en vivo                         | Música instrumental         | 42:00    |
| 1984    | Dérive, para seis instrumentos (hay vers. 1990, Derive 2)                                                                              | Música instrumental         | 6:00     |
| 1984    | Notations I-IV, para gran orquesta | Música orquestal            | -        |
| 1985    | Dialogue de l'ombre double, versión original para clarinete y cinta magnética                                                          | Música electrónica          | 18:00    |
| 1985    | Memoriale (...Explosante-Fixe... Originel), para flauta y ocho instrumentos                                                            | Música orquestal            | 5:00     |
| 1985-95 | Dialogue de l'ombre double, version para fagot y electrónica                                                                           | Música electrónica          | -        |
| 1987    | Initiale, para septeto de metales | Música instrumental         | 3:00     |
| 1991    | Transitoire VII, de "...explosante-fixe...", para flauta con electrónica en vivo, dos flautas y orquesta                               | Música electrónica          | -        |
| 1991-92 | Anthèmes, para violín (derivada de «...explosante/fixe...»)                                                                            | Música solista (violín)     | 11:00    |
| 1991-93 | ...exploxante-fixe... (versión de 1993), para flauta Midi, dos flautas solistas, orquesta y electrónica.                               | Música electrónica          | 36:00    |
| 1992    | Dérive 2 para once instrumentos (rev. 2002-06)                                                                                         | Música instrumental         | 45:00    |
| 1993    | Transitoire V, de «...explosante-fixe...», para flauta con electrónica en vivo, 2 flautas y conjunto                                   | Música electrónica          | -        |
| 1994    | Incises, para piano (rev. 2001) | Música solista (piano)      | 3:20     |
| 1996-98 | Sur incises, para tres pianos, tres arpas, tres percusionistas-teclistas                                                               | Música orquestal            | 37:00    |
| 1997    | Anthèmes II, para violín y dispositivo electrónico.                                                                                    | Música orquestal            | 20:00    |
| 1999    | Notations VII, para gran orquesta | Música orquestal            | 7:00     |
| 2005    | une page d’éphéméride, para piano | Música solista (piano)      | 4:00     |

## Discografía

### CD (lista parcial)
- Bartok, Boulez dirige Bartòk - Integral DG, 1991/2008 Deutsche Grammophon
- Bartok, Conc. 2 pf./Conc. vl/Conc. viola - Boulez/Aimard/Kremer/Bashmet, 2004/2008 Deutsche Grammophon
- Bartok, Conc. pf. n. 1-3 - Boulez/Zimerman/Andsnes/Grimau, 2001/2004 Deutsche Grammophon
- Bartok, Mandarín/Mus. cuerda, percusión y celesta. - Boulez/CSO, 1994 Deutsche Grammophon
- Bartók, Concerto for Orchestra - Boulez/New York Philharmonic, 1973 CBS Sony - Grammy Award for Best Orchestral Performance 1974 y Grammy Award for Best Classical Album 1974
- Bartók, Concerto for Orchestra & Orchestral Pieces - Chicago Symphony Orchestra/Boulez, 1993 Deutsche Grammophon - Grammy Award for Best Orchestral Performance 1995 y Grammy Award for Best Classical Album 1995
- Bartók, The Wooden Prince/Cantata Profana - Aler/Tomlinson/Chicago Symphony Orchestra & Chorus/Hillis/Boulez, 1992 Deutsche Grammophon - Grammy Award for Best Orchestral Performance 1994, Grammy Award for Best Classical Album 1994 y Grammy Award for Best Choral Performance 1994
- Bartók, Duke Bluebeard's Castle - Chicago Symphony Orchestra/Norman/Polgár/Boulez, 1998 Deutsche Grammophon - Grammy Award for Best Opera Recording 1999
- Berg, Lulu - Orchestre de l'Opéra de Paris/Boulez/Stratas, 1979 Deutsche Grammophon - Grammy Award for Best Classical Album 1981 y Grammy Award for Best Opera Recording 1981
- Berg, Wozzeck - Boulez/Doench/Uhl/Strauss/Berry/Paris National Opera Orchestra, 1966 CBS Sony - Grammy Award for Best Classical Album 1968 y Grammy Award for Best Opera Recording 1968
- Berlioz, Symphonie Fantastique - Cleveland Orchestra e Chorus/Boulez, 1997 Deutsche Grammophon - Grammy Award for Best Orchestral Performance 1998
- Birtwistle, Triumph of Time/Panic/Earth dances - Boulez/BBC SO/Ensemble Modern, 1974/2001 Decca
- Boulez, Marteau sans maître/Dérives 1-2 - Boulez/Ens. InterContemporain, 2002 Deutsche Grammophon - Grammy Award for Best Small Ensemble Performance 2006
- Boulez, Opere complete. Edizione limitata - Boulez/Aimard/Pollini/Kontarsky/Quatuor Parisii, Deutsche Grammophon
- Boulez, ...explosante-fixe... - Ensemble InterContemporain/Boulez/Aimard, 1995 Deutsche Grammophon - Grammy Award for Best Small Ensemble Performance 1997
- Boulez, Répons - Ensemble InterContemporain/Boulez, 1998 Deutsche Grammophon - Grammy Award alla miglior composizione di musica contemporanea 2000
- Boulez, 20th Century - CSO/BPO/LSO/WPO/CGO/Ensemble Intercontemporain, 2015 Deutsche Grammophon
- Bruckner, Sinf. n. 8 - Boulez/WPO, 1996 Deutsche Grammophon
- Debussy, Images/Printemps/Prélude - Boulez/Cleveland Orch., 1991 Deutsche Grammophon
- Debussy, Notturni/Jeux/Mer - Boulez/Cleveland Orchestra, 1991/1993 Deutsche Grammophon - Grammy Award for Best Classical Album 1996
- Debussy Ravel, grabaciones completas Deutsche Grammophon - Boulez/Cleveland Orch./LSO/BPO, 1991/2002 Deutsche Grammophon
- Debussy - Chalifoux/Cleveland Orchestra/De Peyer/New Philharmonia Orchestra/Boulez, 1969 SONY BMG - Grammy Award for Best Orchestral Performance 1969
- Boulez Conducts Debussy , Images Pour Orchestre Danses, Sacree Et Profane - Volume 2, Cleveland Orchestra, CBS LP 1969 - Grammy Award for Best Orchestral Performance 1970
- Ligeti, Conc. da camera/Ramifications - Boulez/Ens. InterContemporain, Deutsche Grammophon
- Liszt, Conc. pf. n. 1-2/Consolation n.3/Valse oubliée n. 1 - Barenboim/Boulez/Berlin SK, 2011 Deutsche Grammophon
- Mahler, Sinf. n. 1 - Boulez/CSO, 1998 Deutsche Grammophon
- Mahler, Sinf. n. 2 - Boulez/WPO/Schäfer/DeYoung, 2005 Deutsche Grammophon
- Mahler, Sinf. n. 3 - Boulez/von Otter/Wiener Philharmoniker, 2001 Deutsche Grammophon - Grammy Award for Best Orchestral Performance 2004
- Mahler, Sinf. n. 5 - Boulez/WPO, 1996 Deutsche Grammophon
- Mahler, Sinf. n. 6 - Boulez/WPO, 1994 Deutsche Grammophon
- Mahler, Sinf. n. 8 - Boulez/DeYoung/Staats. Berlín, 2007 Deutsche Grammophon
- Mahler, Sinf. n. 9 - Boulez/Chicago Symphony Orchestra, Deutsche Grammophon - Grammy Award for Best Orchestral Performance 1999
- Mahler Berg, Klagende Lied/Lulu Suite (Live, Salisburgo, 2011) - Boulez/WPO/Prohaska/Röschmann/Larrson/Botha, Deutsche Grammophon
- Mozart Berg, Seren. K.361 Gran partita/Kammerkonzert - Uchida/Boulez/Tetzlaff, 2008 Decca
- Ravel, Bolero/Alborada/Ma mère/Raps. - Boulez/BPO, 1993 Deutsche Grammophon
- Ravel, Bolero/Alborada/Ma mère/Raps./Daphnis et Chloé/Valse - Boulez/BPO, 1993/1994 Deutsche Grammophon
- Ravel, Conc. pf. n. 1-2/Miroirs - Aimard/Boulez/Cleveland, 2010 Deutsche Grammophon
- Ravel, Conc. pf. n. 1-2/Valses nobles - Zimerman/Boulez/Cleveland, Deutsche Grammophon
- Ravel Debussy, Shéhérazade/Tombeau Couperin/Ballades de Villon - Boulez/Otter/Hagley/Cleveland, 2002 Deutsche Grammophon
- Ravel, Daphnis Et Chloë (Ballet Intégral) - Camarata Singers/New York Philharmonic/Boulez, 1975 CBS LP – Grammy Award for Best Orchestral Performance 1976
- Ravel, Songs - Norman/Harper/van Dam/Gomez/BBC Symphony Orchestra/Ensemble Intercontemporain, CBS Masterworks - Grammy Award for Best Classical Vocal Solo 1985
- Schoenberg, Pierrot lunaire/Ode Napoleone - Boulez/Schäfer, 1997 Deutsche Grammophon
- Schoenberg Wagner, Pelleas/Preludio Tristán e Isolda - Boulez/Mahler Youth Orch., 2003 Deutsche Grammophon
- Scriabin, Conc. pf./Prometeo/Poème - Ugorski/Boulez/CSO, 1995/1996 Deutsche Grammophon
- Stravinsky, Boulez dirige Stravinsky (Integral DG) - Boulez/CSO/Cleveland/BPO/EIC, 1980/1996 Deutsche Grammophon
- Stravinsky, Le chant du rossignol/Histoire du soldat - Boulez/Cleveland Orch. e Coro, 1994/1996 Deutsche Grammophon
- Stravinsky, Petrouchka/Consagración - Boulez/Cleveland Orch., 1991 Deutsche Grammophon
- Stravinsky, Sinf. salmos/Sinf. instrumentos de viento - Boulez/BPO, 1996 Deutsche Grammophon
- Stravinsky, Pájaro de fuego/Studi/Feu d'artifice - Boulez/CSO, 1992 Deutsche Grammophon
- Stravinsky, Pájaro de fuego/Studi/Feu d'artifice/Petrouchka/Consagración de la primavera - Boulez/Cleveland/CSO, 1991/1992 Deutsche Grammophon
- Stravinsky Consagración de la primavera - Boulez/Cleveland Orchestra, 1969 Columbia Masterworks LP - Grammy Award for Best Orchestral Performance 1971
- Szymanowski, Conc. per vl. n. 1/Sinf. n. 3 - Tetzlaff/Boulez/WPO, 2009/2010 Deutsche Grammophon
- Varèse: Amérique/Arcana/Déserts/Ionis. Boulez/Chicago Symphony Orchestra, 1995/1996 Deutsche Grammophon. Grammy Award for Best Orchestral Performance 2002
- Boulez conducts Zappa: The Perfect Stranger, 1984, Angel/EMI
- “Boulez: the conductor”, Deutsche Gramophon, 84 cd and  4 Blu-ray”, 2022. Compilatorio.

### DVD & BLU-RAY (lista parcial)
- Debussy: Pelléas et Mélisande. Boulez/Archer/Hagley/Maxwell, director de escena Peter Stein, 1992 Deutsche Grammophon
- Wagner: El anillo del Nibelungo. Boulez/McIntyre/Egel/Schwarz, director de escena Patrice Chéreau, 1980, Deutsche Grammophon. Grammy Award for Best Opera Recording 1983
- Wagner: El ocaso de los dioses.Boulez/Jung/Jones/Mazura/Becht, director de escena Patrice Chéreau, 1980, Deutsche Grammophon
- Wagner: El oro del Rin. Boulez/McIntyre/Egel/Schwarz, director de escena Patrice Chéreau, 1980, Deutsche Grammophon
- Wagner: Sigfrido. Boulez/Jung/Zednik/Jones/Becht, director de escena Patrice Chéreau, 1980, Deutsche Grammophon.